# Clit, Suceava
Clit (în germană Glitt) este un sat în comuna Arbore din județul Suceava, Bucovina, România.
Denumirea satului provine de la cuvântul ucrainean „clitca”, care înseamnă stivă sau clitii, pentru că așa numeau fugarii din Galiția casele lor.

## Istorie
Așezare omenească, la apus de orașul Solca ce a fost atestată pentru prima dată într-un document de la Iași, în anul 1633. Această localitate era formată din ardeleni, care au fugit de pe meleagurile natale din cauza persecuțiilor religioase ale romano-catolicilor. 
Satul Clit este situat în județul Suceava și aparține administrativ de primăria comunei Arbore. Formele de relief ce înfrumusețează peisajul localității sunt podișul si dealul Secului, care se află de partea opusă a pădurilor Havriș și Slatina. Pe Dealul Secului, este o altă pădure numită Bahna, cu care localnicii se mândresc deoarece exploatatorii de lemn nu au apucat să o descopere. Clitul este traversat și de trei râuri: Iaslovăț, Saca și Clit care se varsă mai apoi în răul Suceava.

## Recensământul din 1930
Componența etnică a satului Clit
     Germani (42,55%)
     Români (31,1%)
     Ruteni (25,8%)
     Evrei (0,55%)
Componența confesională a satului Clit
     Romano-catolici (42,85%)
     Ortodocși (34,8%)
     Greco-catolici (21,8%)
     Mozaici (0,55%)
Conform recensământului efectuat în 1930, populația satului Clit se ridica la 1373 locuitori. Majoritatea locuitorilor erau germani (42,55%), mai precis germani bucovineni, cu o minoritate de români (31,1%), una de ruteni (25,8%) și una de evrei (0,55%) Din punct de vedere confesional, majoritatea locuitorilor erau romano-catolici (42,85%), dar existau și minorități de greco-catolici (21,8%), ortodocși (34,8%) și mozaici (0,55%).

## Dealu Ederii
Dealu Ederii (în germană Lichtenberg) este o fostă localitate din județul Suceava. Ea a fost locuită de coloniști germani. După plecarea acestora, satul a devenit parte din Clit în anul 1963.
În secolul al nouăsprezecelea, Austria a adus coloniști germani, care s-au așezat în pădurile de pe Dealul Iederii, unde au întemeiat un sat numit Lichtenberg(dealul luminii).
După 1940 au început o serie de deportări și germanii din localitate au fost duși în Siberia. La întoarcerea în Bucovina, frica de a nu fi iar deportați, i-a determinat pe majoritatea germanilor din Lichtenberg,să părăsească România și să revină in Germania. În casele lor au venit românii, care nu au pus preț pe construcțiile rezistente și le-au dărâmat, fântânile le-au astupat și astfel multe dintre dovezile că aici a existat o colonie nemțească au fost șterse.
Conform recensământului efectuat în 1930, populația satului Dealu Ederii se ridica la 460 locuitori. Majoritatea locuitorilor erau germani (99,6%), cu o minoritate de români (1 persoană) și una de ruteni (1 persoană). Din punct de vedere confesional, majoritatea locuitorilor erau romano-catolici (99,6%), dar existau și minorități de ortodocși (1 persoană) și greco-catolici (1 persoană).